# Північно-східний дивізіон НХЛ
 Півні́чно-схі́дний дивізіо́н Національної хокейної ліги сформовано у 1993 році у складі Східної Конференції; до 1993 під назвою — дивізіон Адамс.

## Команди
- Бостон Брюїнс
- Баффало Сейбрс
- Монреаль Канадієнс
- Оттава Сенаторс
- Торонто Мейпл-Ліфс

## Положення команд
Скорочення:

ІЗ — ігор зіграно, В — виграно, П — поразок, ПОТ — поразки в овертаймі, ШЗ — шайб закинуто, ШП — шайб пропущено, О — очок набрано.
| Переможці дивізіону | Вийшли до плей-оф |

| Північно-східний дивізіон | ІЗ | В  | П  | ПОТ | ШЗ  | ШП  | О   |
| ------------------------- | -- | -- | -- | --- | --- | --- | --- |
| Бостон Брюїнс             | 82 | 53 | 29 | 10  | 274 | 196 | 116 |
| Монреаль Канадієнс        | 82 | 41 | 31 | 11  | 249 | 247 | 93  |
| Баффало Сейбрс            | 82 | 41 | 41 | 9   | 250 | 234 | 91  |
| Оттава Сенаторс           | 82 | 36 | 46 | 11  | 217 | 237 | 83  |
| Торонто Мейпл-Ліфс        | 82 | 34 | 48 | 13  | 250 | 293 | 81  |

## Зміни структури дивізіону

### 1993—1995
- Бостон Брюїнс
- Баффало Сейбрс
- Гартфорд Вейлерс
- Монреаль Канадієнс
- Оттава Сенаторс
- Піттсбург Пінгвінс
- Квебек Нордікс

#### Зміни після сезону 1992—1993
- Створено Північно-східний дивізіон в результаті перерозташування ліги.
- Бостон Брюїнс, Баффало Сейбрс, Гартфорд Вейлерс, Монреаль Канадієнс, Монреаль Канадієнс, Оттава Сенаторс, і Квебек Нордікс перенесено з дивізіону Адамс.
- Піттсбург Пінгвінс перенесено з дивізіону Патрик.

### 1995—1997
- Бостон Брюїнс
- Баффало Сейбрс
- Гартфорд Вейлерс
- Монреаль Канадієнс
- Оттава Сенаторс
- Піттсбург Пінгвінс

#### Зміни після сезону 1994—1995
- Квебек Нордікс перенесено до Тихоокеанського дивізіону та назву команди змінено на Колорадо Аваланч.

### 1997—1998
- Бостон Брюїнс
- Баффало Сейбрс
- Кароліна Гаррікейнс
- Монреаль Канадієнс
- Оттава Сенаторс
- Піттсбург Пінгвінс

#### Зміни після сезону 1996—1997
- Гартфорд Вейлерс перенесено до Північної Кароліни і назву команди змінено на Кароліна Гаррікейнс.

### 1998-нині
- Бостон Брюїнс
- Баффало Сейбрс
- Монреаль Канадієнс
- Оттава Сенаторс
- Торонто Мейпл-Ліфс

#### Зміни після сезону 1997—1998
- Кароліна Гаррікейнс перенесено у нововостворений Південно-східний дивізіон.
- Піттсбург Пінгвінс перенесено до Атлантичного дивізіону.
- Торонто Мейпл-Ліфс перенесено до Центрального дивізіону.

## Переможці чемпіонату дивізіону
- 1994 — Піттсбург Пінгвінс
- 1995 — Квебек Нордікс
- 1996 — Піттсбург Пінгвінс
- 1997 — Баффало Сейбрс
- 1998 — Піттсбург Пінгвінс
- 1999 — Оттава Сенаторс
- 2000 — Торонто Мейпл-Ліфс
- 2001 — Оттава Сенаторс
- 2002 — Бостон Брюїнс
- 2003 — Оттава Сенаторс
- 2004 — Бостон Брюїнс
- 2005 — сезон не відбувилися
- 2006 — Оттава Сенаторс
- 2007 — Баффало Сейбрс
- 2008 — Монреаль Канадієнс
- 2009 — Бостон Брюїнс

## Володарі кубка Стенлі
Клуби цього дивізіону не вигравали Кубок Стенлі з 1993 року (Монреаль Канадієнс). Проте, на рахунку команд Північно-східного дивізіону найбільше число перемог Кубку Стенлі: 51 раз (24 у Монреаля, 13 у Торонто, 10 у Оттави, 4 у Бостона)

## Число перемог у дивізіоні за командою
| Команда            | Число перемог у дивізіоні | Рік останньої перемоги |
| ------------------ | ------------------------- | ---------------------- |
| Оттава Сенаторс    | 4                         | 2006                   |
| Бостон Брюїнс      | 3                         | 2009                   |
| Піттсбург Пінгвінс | 3                         | 1998                   |
| Баффало Сейбрс     | 2                         | 2007                   |
| Монреаль Канадієнс | 1                         | 2008                   |
| Квебек Нордікс     | 1                         | 1995                   |
| Торонто Мейпл-Ліфс | 1                         | 2000                   |